# Afrika-Cup 1984/Qualifikation
Insgesamt 36 Mannschaften meldeten sich zur Teilnahme am Afrika-Cup 1984, der 14. Ausspielung der afrikanischen Kontinentalmeisterschaft im Fußball, in der Elfenbeinküste. 
Die Qualifikation ging über drei K.o.-Runden. Drei Mannschaften traten zur Qualifikation nicht an. Gastgeber und Titelverteidiger waren von den Qualifikationsspielen befreit.

## Qualifikationsspiele

### Vorausscheidung
|                     | Ergebnis |                         |
| ------------------- | -------- | ----------------------- |
| Mosambik            |          | Swasiland zurückgezogen |
| Kamerun             |          | Freilos                 |
| Sambia              |          | Freilos                 |
| Sudan               |          | Freilos                 |
| Volksrepublik Kongo |          | Freilos                 |
| Ägypten             |          | Freilos                 |
| Tunesien            |          | Freilos                 |
| Äthiopien           |          | Freilos                 |
| Mauritius           |          | Lesotho zurückgezogen   |
| Guinea              |          | Freilos                 |
| Mauritius           |          | Freilos                 |
| Zaire               |          | Freilos                 |
| Nigeria             |          | Freilos                 |
| Marokko             |          | Freilos                 |
| Libyen              |          | Freilos                 |
| Benin               |          | Liberia zurückgezogen   |
| Algerien            |          | Freilos                 |

| Datum   |         | Ergebnis |                                        |
| ------- | ------- | -------- | -------------------------------------- |
|         | Somalia | 0:1      | Ruanda                                 |
|         | Ruanda  |          | Somalia zum Rückspiel nicht angetreten |
| Gesamt: | Somalia | 0:1      | Ruanda                                 |

| Datum   |              | Ergebnis |              |
| ------- | ------------ | -------- | ------------ |
|         | Togo         | 3:0      | Sierra Leone |
|         | Sierra Leone | 0:1      | Togo         |
| Gesamt: | Togo         | 4:0      | Sierra Leone |

| Datum   |          | Ergebnis |          |
| ------- | -------- | -------- | -------- |
|         | Tansania | 1:1      | Uganda   |
|         | Uganda   | 3:2      | Tansania |
| Gesamt: | Tansania | 3:4      | Uganda   |

| Datum   |          | Ergebnis |          |
| ------- | -------- | -------- | -------- |
|         | Malawi   | 2:0      | Simbabwe |
|         | Simbabwe | 0:2      | Malawi   |
| Gesamt: | Malawi   | 4:0      | Simbabwe |

| Datum   |        | Ergebnis |        |
| ------- | ------ | -------- | ------ |
|         | Gabun  | 2:2      | Angola |
|         | Angola | 4:0      | Gabun  |
| Gesamt: | Gabun  | 2:6      | Angola |

| Datum   |        | Ergebnis |        |
| ------- | ------ | -------- | ------ |
|         | Mali   | 3:1      | Gambia |
|         | Gambia | 1:0      | Mali   |
| Gesamt: | Mali   | 3:2      | Gambia |

| Datum   |         | Ergebnis |         |
| ------- | ------- | -------- | ------- |
|         | Niger   | 0:0      | Senegal |
|         | Senegal | 1:0      | Niger   |
| Gesamt: | Niger   | 0:1      | Senegal |

### Erste Hauptrunde
|        | Ergebnis |                     |
| ------ | -------- | ------------------- |
| Malawi |          | Zaire zurückgezogen |

| Datum   |          | Ergebnis |          |
| ------- | -------- | -------- | -------- |
| 1983    | Mosambik | 3:0      | Kamerun  |
| 1983    | Kamerun  | 4:0      | Mosambik |
| Gesamt: | Mosambik | 3:4      | Kamerun  |

| Datum   |        | Ergebnis |        |
| ------- | ------ | -------- | ------ |
| 1983    | Sudan  | 2:1      | Sambia |
| 1983    | Sambia | 0:0      | Sudan  |
| Gesamt: | Sudan  | 2:1      | Sambia |

| Datum   |                     | Ergebnis        |                     |
| ------- | ------------------- | --------------- | ------------------- |
| 1983    | Volksrepublik Kongo | 2:0             | Ägypten             |
| 1983    | Ägypten             | 2:0             | Volksrepublik Kongo |
| Gesamt: | Volksrepublik Kongo | 2:2 (?:? i. E.) | Ägypten             |

| Datum   |          | Ergebnis |          |
| ------- | -------- | -------- | -------- |
| 1983    | Tunesien | 5:0      | Ruanda   |
| 1983    | Ruanda   | 0:1      | Tunesien |
| Gesamt: | Tunesien | 7:0      | Ruanda   |

| Datum   |           | Ergebnis        |           |
| ------- | --------- | --------------- | --------- |
| 1983    | Äthiopien | 1:0             | Mauritius |
| 1983    | Mauritius | 1:0             | Äthiopien |
| Gesamt: | Äthiopien | 1:1 (?:? i. E.) | Mauritius |

| Datum   |        | Ergebnis |        |
| ------- | ------ | -------- | ------ |
| 1983    | Guinea | 0:1      | Togo   |
| 1983    | Togo   | 2:0      | Guinea |
| Gesamt: | Guinea | 0:3      | Togo   |

| Datum   |            | Ergebnis  |            |
| ------- | ---------- | --------- | ---------- |
| 1983    | Madagaskar | 1:0       | Uganda     |
| 1983    | Uganda     | 2:1       | Madagaskar |
| Gesamt: | Madagaskar | (a)2:2(a) | Uganda     |

| Datum   |         | Ergebnis |         |
| ------- | ------- | -------- | ------- |
| 1983    | Nigeria | 2:0      | Angola  |
| 1983    | Angola  | 1:0      | Nigeria |
| Gesamt: | Nigeria | 2:1      | Angola  |

| Datum   |         | Ergebnis |         |
| ------- | ------- | -------- | ------- |
| 1983    | Marokko | 4:0      | Mali    |
| 1983    | Mali    | 2:0      | Marokko |
| Gesamt: | Marokko | 4:2      | Mali    |

| Datum   |         | Ergebnis  |         |
| ------- | ------- | --------- | ------- |
| 1983    | Libyen  | 2:1       | Senegal |
| 1983    | Senegal | 1:0       | Libyen  |
| Gesamt: | Libyen  | (a)2:2(a) | Senegal |

| Datum   |          | Ergebnis |          |
| ------- | -------- | -------- | -------- |
| 1983    | Algerien | 6:2      | Benin    |
| 1983    | Benin    | 1:1      | Algerien |
| Gesamt: | Algerien | 7:3      | Benin    |

### Zweite Hauptrunde
| Datum   |         | Ergebnis |         |
| ------- | ------- | -------- | ------- |
| 1983    | Kamerun | 5:0      | Sudan   |
| 1983    | Sudan   | 2:0      | Kamerun |
| Gesamt: | Kamerun | 5:2      | Sudan   |

| Datum   |          | Ergebnis |          |
| ------- | -------- | -------- | -------- |
| 1983    | Ägypten  | 1:0      | Tunesien |
| 1983    | Tunesien | 0:0      | Ägypten  |
| Gesamt: | Ägypten  | 1:0      | Tunesien |

| Datum   |           | Ergebnis |           |
| ------- | --------- | -------- | --------- |
| 1983    | Äthiopien | 2:1      | Togo      |
| 1983    | Togo      | 3:0      | Äthiopien |
| Gesamt: | Äthiopien | 2:4      | Togo      |

| Datum   |           | Ergebnis |           |
| ------- | --------- | -------- | --------- |
| 1983    | Mauritius | 0:1      | Malawi    |
| 1983    | Malawi    | 1:1      | Mauritius |
| Gesamt: | Mauritius | 1:2      | Malawi    |

| Datum   |         | Ergebnis        |         |
| ------- | ------- | --------------- | ------- |
| 1983    | Nigeria | 0:0             | Marokko |
| 1983    | Marokko | 0:0             | Nigeria |
| Gesamt: | Nigeria | 0:0 (4:3 i. E.) | Marokko |

| Datum   |          | Ergebnis |          |
| ------- | -------- | -------- | -------- |
| 1983    | Senegal  | 1:1      | Algerien |
| 1983    | Algerien | 2:0      | Senegal  |
| Gesamt: | Senegal  | 1:3      | Algerien |

automatisch qualifiziert:
- Ghana (Titelverteidiger)
- Elfenbeinküste (Gastgeber)